# 程一彦
程 一彦（てい かずひこ、本名：根本 一彦（ねもと かずひこ）、1937年12月14日 - 2019年6月23日）は、中華料理人・研究家（薬膳・台湾料理・香港料理系）。大阪府大阪市出身。「台湾料理・龍潭（リュータン）」オーナーシェフ。

## 来歴・人物
日本人の父と台湾人の母の間に生まれる。追手門学院中学校、灘高等学校、関西学院大学文学部社会学科卒業。貿易業を経て、1961年から台湾・香港で1年間修行後、一家が経営する「台湾料理・龍潭（リュータン）」の二代目オーナーシェフとなる。
『料理の鉄人』（フジテレビ系）で、「中華の鉄人」である陳建一にタコ対決で勝利し、番組史上初めて鉄人を破った。「和の鉄人」道場六三郎同様に、最初にお品書きを書いてから料理を始めた。違う方向を見ながら食材を切る「よそ見包丁」という特技も披露（周りの進行状況を確認するため）。試食の際、審査員へ「陳さんには、悪いことしましたわ」と、自身が扱い慣れている食材だったことから、扱い慣れない陳へ配慮するコメントを残している。
「料理は攻守二面がないとダメ」と発言し、中華料理以外にも、日本料理やフランス料理といった料理全般に深い造詣を持っている。また、NHKの『きょうの料理』では講師を務めるなど、テレビをはじめとするマスメディアに多数出演し、講演を行うなど、幅広い活動を続けている。特に、関西ローカル情報番組の料理コーナーに講師として多数出演してきたこともあって（後述）、関西での知名度は神田川俊郎と並んで高い。2人は料理のジャンルは違えど、懇意の仲である。
中華のジャンルとしては台湾・香港系であるが、程の代名詞は「薬膳」であり、第一人者として知られ著書も多い。また、講演や著書でいち早く「食育」の重要性を主張し、様々な活動を行っていた。
経営する「台湾料理・龍潭」は高齢を理由に2010年9月をもって閉店。その後は、兵庫県宝塚市の郊外に、完全予約制のレストラン「リュータン商行」を開店。大手デパートの物産展などでの料理の実演にも参加していた。
2017年にフランスの専門書ル・シェフにて世界のトップシェフ100人に選ばれる(中華料理の分野では唯一の選出)。
仕事で台湾訪問中の2019年6月23日、滞在先だった台北市内のホテルで死去。81歳没。

## エピソード
- 食材本来の味を十分に引き出す方法として、中華料理人にありがちな鍋や食材を激しく扱うことを避け、優しく扱うことを提唱している。
- チャーハンの作り方で『あらかじめご飯は溶き卵の中に入れて絡める』という方法を紹介したのは、程の研究の成果である。「料理の鉄人」の番組内でも披露され、現在では特に一般家庭でポピュラー化している。
- 『程さんのヤキメシの素』に代表される自身のプロデュースによる製品を商品化するなど、本格的な中華を身近にしていく活動に積極的であった。料理の鉄人への出演時には『程さんの中華コンソメ』を持ち込んだ。
- 「出来合いのものでも、何らかの手を加えてあげてください。健康面でも、精神面でも重要なことです」という持論を展開していた。
- 学生時代はコーラス部だったこともあり、たまに店内のステージで自慢の歌声を披露することもあった。また、ゴールデンウィークに開催される『高槻ジャズストリート』には第1回（1999年）から第21回（2019年）まで毎年ジャズシンガーとして出演した。
- 温厚な人柄だが、修行には厳しい面があった。『愛の貧乏脱出大作戦』で、ビーフン修行の達人として修行者を叱咤する一面も見られた。
- 第二次世界大戦後、一家は花屋敷にあった三千坪の別荘を買い取って暮らしていた。のちにこの家が「豪邸訪問」としてテレビで放送されたことをきっかけに建物の元の持ち主が桂米朝夫人（絹子）の祖父であることが判明、米朝夫妻は後日家を訪れている。家は絹子が幼少期の頃とつくりがほとんど変わっていなかった[4]。
- 1995年の阪神・淡路大震災や2011年の東日本大震災では、被災地で炊き出しをおこなった[2][3]。
- 2001年から宝塚市大使を務めた[2]ほか、日本レスキュー協会理事も務めた[3]。

## メディア出演
レギュラー、もしくは常連ゲストである（あった）番組の一部を挙げる。主として料理コーナーの講師としての出演。
- きょうの料理（NHK）
- 2時のワイドショー（よみうりテレビ）
- ワイドABCDE〜す（ABC）
- 水野真紀の魔法のレストラン（MBS）
- さてはトコトン菊水丸（MBSラジオ）
- 2時ドキッ!（関西テレビ）
- ワイドショー・プラスα（朝日放送）
- ワイドYOU（毎日放送）